# Кривокрасов, Сергей Владимирович
Серге́й Влади́мирович Кривокра́сов (род. 15 апреля 1974, Ангарск, Иркутская область) — советский и российский хоккеист, нападающий, серебряный призёр Олимпийских игр 1998 года в составе сборной России. Тренер.

## Биография
Воспитанник ангарского «Ермака», профессиональную карьеру начал в московском ЦСКА, отыграл там два сезона, в сезоне 1991/92 стал серебряным призёром чемпионата СНГ в его составе. В составе сборной СССР/СНГ стал чемпионом мира среди молодёжи 1992 года. Затем уехал в НХЛ в «Чикаго Блэкхокс», где выступал до 1998 года (помимо основной команды, играл также за фарм-клуб — «Индианаполис Айс» — в IHL). Впоследствии выступал за ряд команд НХЛ (а также за «Цинциннати Майти Дакс», фарм-клуб «Анахайма», в АХЛ). Всего в НХЛ сыграл 471 матч, забив 88 голов и отдав 109 голевых передач. Участник матча всех звёзд НХЛ 1999 года. После возвращения из США выступал в «Амуре», «Авангарде», «Северстали», московском «Динамо» и новокузнецком «Металлурге». Чемпион России 2003/04 в составе омского «Авангарда». В 2008 завершил игровую карьеру из-за травмы бедра.
В сезоне 2009/10 являлся помощником главного тренера ангарского «Ермака», с августа по декабрь 2010 года являлся главным тренером «Ермака».
В июне 2010 получил диплом тренера в Высшей школе тренеров СибГУФК г. Омска.
В октябре 2010 баллотировался в депутаты Думы Ангарского муниципального образования шестого созыва от иркутского отделения партии Справедливая Россия, но проиграл выборы.
В 2011 году вместе с братом Андреем основал хоккейную школу «Krivo School of Hockey Elite» в Литлтоне, штат Колорадо. В 2017 году Олли Йокинен пригласил Кривокрасова работать тренером в хоккейную академию «South Florida Hockey Academy» в Корал-Спрингс, штат Флорида. Академия приостановила работу в 2020 из-за пандемии коронавируса.
В сезоне 2020/21 работал генеральным менеджером «Ермака».
В сезоне 2021/22 работал ассистентом главного тренера в финском «Юкурит», выступающим в Liiga. В 2022 после вторжения России в Украину покинул клуб и вернулся в Россию.
В 2022 стал ассистентом главного тренера «Сибири» Андрея Мартемьянова. В декабре 2023 после отставки Дэвида Немировски Кривокрасов, который мог возглавить клуб еще весной, был назначен исполняющим обязанности главного тренера «Сибири». 28 марта ХК «Сибирь» объявил о том, что не будет продлевать контракт с Сергеем Кривокрасовым.
От первого брака у Сергея есть дочь Виктория (род. 1992) и сын Никита (род. 2000).

## Статистика
| Легенда | Легенда                    | Легенда | Легенда                   | Легенда | Легенда    |
| ------- | -------------------------- | ------- | ------------------------- | ------- | ---------- |
| И       | Количество проведённых игр | Штр     | Штрафное время            | +/−     | Плюс-минус |
| Г       | Голы                       | П       | Голевые передачи          | О       | Очки       |
| -       | Статистика неизвестна      | —       | Статистика не учитывалась |         |            |